# Kepler-138c
Kepler-138c é um dos três planetas extrassolares que orbitam a estrela anã vermelha Kepler-138, localizada a cerca de 200 anos-luz a partir da Terra, na constelação de Lyra. Foi descoberto no ano de 2014, através do método de trânsito, quando o efeito de escurecimento que faz um planeta como ele quando cruza em frente da sua estrela é medido. Este planeta foi confirmado por pesquisadores que tentam encontrar luas extrassolares. Embora ainda não tenha sido detectada nenhuma exolua, eles foram capazes de confirmar a natureza do planeta através sinal do trânsito planetário, utilizando variações de tempo do trânsito (TTV). Estas variações são causadas por planetas que puxam-se gravitacionalmente, portanto, que se estendem ou reduzem o tempo entre os trânsitos.